# 14969 Willacather
14969 Willacather è un asteroide della fascia principale. Scoperto nel 1997, presenta un'orbita caratterizzata da un semiasse maggiore pari a 2,2872613 UA e da un'eccentricità di 0,1408742, inclinata di 3,41444° rispetto all'eclittica.